# Кучув
Кучув (пол. Kuczów) — село в Польщі, у гміні Броди Стараховицького повіту Свентокшиського воєводства.
Населення — 977 осіб (2011).
У 1975-1998 роках село належало до Келецького воєводства.

## Демографія
Демографічна структура на день 31 березня 2011 року:
|          | Загалом | Допрацездатний вік | Працездатний вік | Постпрацездатний вік |
| -------- | ------- | ------------------ | ---------------- | -------------------- |
| Чоловіки | 479     | 96                 | 327              | 56                   |
| Жінки    | 498     | 108                | 269              | 121                  |
| Разом    | 977     | 204                | 596              | 177                  |